# 加夫里洛夫环形山
加夫里洛夫环形山（Gavrilov）是月球背面北半部一座古老的大撞击坑，约形成于39.2-38.5亿年前的酒海纪，其名称取自前苏联二位科学家-火箭工程师亚历山大·伊万诺维奇·加夫里洛夫（Aleksandr Ivanovich Gavrilov，1884年-1955年）和天文学家伊戈尔·弗拉基米罗维奇·加夫里洛夫（Igor Vladimirovich Gavrilov，1928年-1982年），1970年被国际天文学联合会批准接受。

## 描述

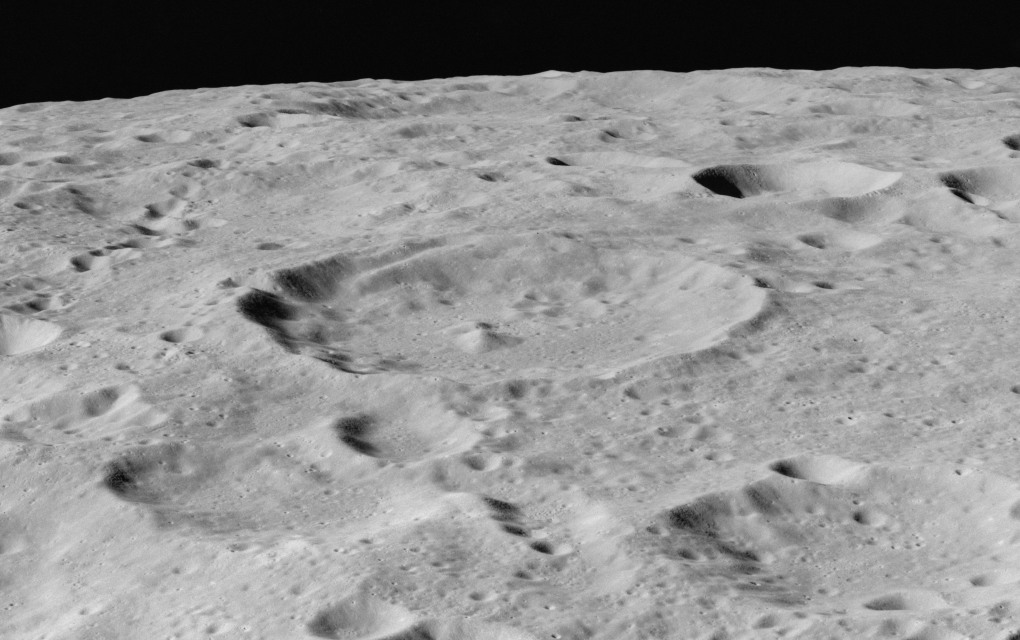
阿波罗16号拍摄的斜视图

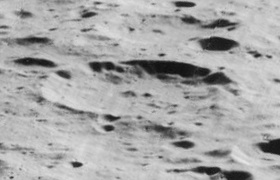
月球轨道器5号拍摄的斜视图

该陨坑西侧靠近科斯京斯基环形山、西北偏西及西北分别靠近奥尔科特环形山和梅格斯环形山、已严重磨损的维尔纳茨基环形山位于它的北面、东北和东面坐落了西登托普夫环形山和霍夫梅斯特陨石坑、东南则是卢瑟福陨石坑和巨大的门捷列夫环形山、而韦钦金环形山和梅谢尔斯基环形山则分别横亘在它的南面和西南。加夫里洛夫环形山西侧坑壁外延伸着二串呈南北走向的链坑。该陨坑中心月面坐标为17°25′N 131°13′E / 17.41°N 131.22°E，直径61.62公里，深度约2.72公里。
加夫里洛夫环形山外观接近正圆，坑壁受侵蚀程度一般，其中东北和南侧壁上覆盖有一些小陨坑。该环形山坑壁平均高出周边地形1210米，内部容积约有3000立方千米。坑底地表相对平缓，散布有许多小陨坑，中心点附近矗立着一座小山丘。

## 卫星陨石坑
按惯例，最靠近加夫里洛夫环形山的卫星坑将在月图上以字母标注在该坑的中心点旁。

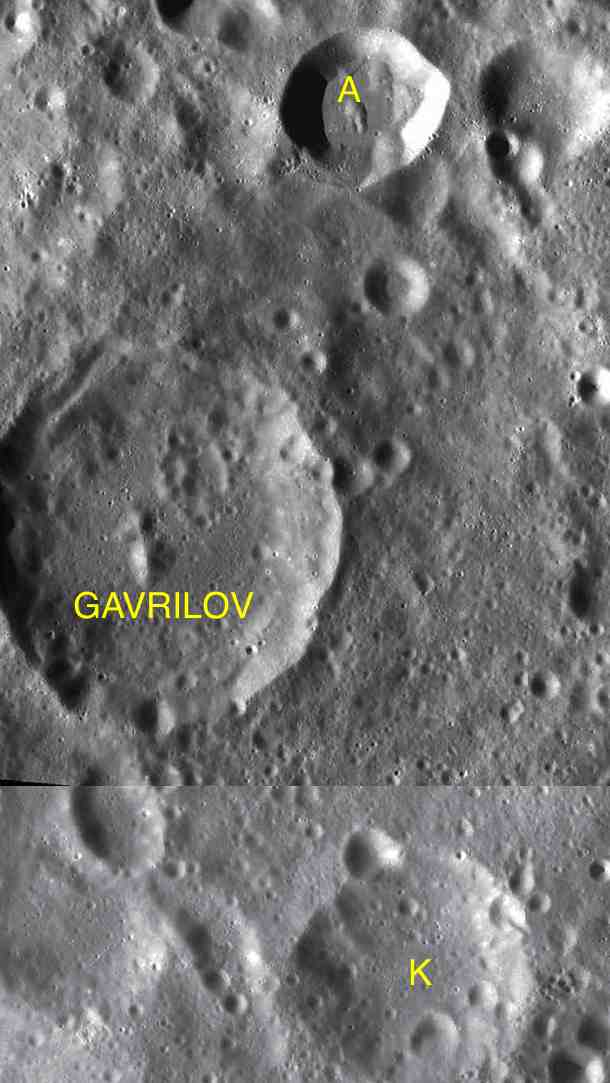
LAC-48和LAC-66拼接图

| 加夫里洛夫 | 纬度    | 经度     | 直径    |
| ---------- | ------- | -------- | ------- |
| A          | 19.6° N | 131.9° E | 26 公里 |
| K          | 15.0° N | 132.5° E | 38 公里 |

- 卫星坑加夫里洛夫 K约形成于酒海纪[1]。

## 另请参阅
- Andersson, L. E.; Whitaker, E. A. . NASA RP-1097. 1982.
- Blue, Jennifer. . USGS. July 25, 2007  [2007-08-05]. （原始内容存档于2012-04-08）.
- Bussey, B.; Spudis, P. . New York: Cambridge University Press. 2004. ISBN 978-0-521-81528-4.
- Cocks, Elijah E.; Cocks, Josiah C. . Tudor Publishers. 1995. ISBN 978-0-936389-27-1.
- McDowell, Jonathan. . Jonathan's Space Report. July 15, 2007  [2007-10-24]. （原始内容存档于2012-05-26）.
- Menzel, D. H.; Minnaert, M.; Levin, B.; Dollfus, A.; Bell, B. . Space Science Reviews. 1971, 12 (2): 136–186. Bibcode:1971SSRv...12..136M. doi:10.1007/BF00171763.
- Moore, Patrick. . Sterling Publishing Co. 2001. ISBN 978-0-304-35469-6.
- Price, Fred W. . Cambridge University Press. 1988. ISBN 978-0-521-33500-3.
- Rükl, Antonín. . Kalmbach Books. 1990. ISBN 978-0-913135-17-4.
- Webb, Rev. T. W.  6th revised. Dover. 1962. ISBN 978-0-486-20917-3.
- Whitaker, Ewen A. . Cambridge University Press. 1999. ISBN 978-0-521-62248-6.
- Wlasuk, Peter T. . Springer. 2000. ISBN 978-1-85233-193-1.